# Bemidji
Bemidji – miasto w Stanach Zjednoczonych, w stanie Minnesota, w hrabstwie Beltrami. Stolica hrabstwa Beltrami.
W mieście znajduje się port lotniczy Bemidji oraz funkcjonuje uczelnia Bemidji State University.
W miejscowości rozgrywa się akcja serialu FARGO (jednak zdjęcia kręcono w Calgary).

## Ludzie
- Pete Fenson - curler, olimpijczyk
- Cassandra Johnson - curlerka, olimpijka
- Natalie Nicholson - curlerka, olimpijka
- Jane Russell - aktorka
- Jakub Lewandowski - hokeista Bemidji State Beavers